# Cecilie Brandt
Cecilie Højgaard Brandt (født 16. november 2001 i Viborg) er en kvindelig dansk håndboldspiller, der spiller for Ikast Håndbold i Damehåndboldligaen og Danmark kvindehåndboldlandshold.

## Karriere

### Klubhold
Brandts familie flyttede til Tyskland efter hendes fødsel. Her begyndte hun at spille håndbold i oktober 2010 for SC Alstertal-Langenhorn nær Hamborg, som hun var aktiv for, indtil hun flyttede tilbage til Danmark i efteråret 2013. Herefter spillede hun for Herning FH og på Sportsefterskolen SINE, inden hun kom til Herning-Ikast Håndbold i 2018. Brandt spillede i første omgang for U-18 holdet i klubben, men fik d. 10. november 2018 sin officielle debut på det førsteholdet i EHF Cuppen mod rumænske klub SCM Râmnicu Vâlcea. Med Herning-Ikast var hun også med til at vinde DHF's Landspokalturnering året efter. Ligeledes var hun med til at vinde EHF European League i 2023.

### Landshold
I foråret 2013, da hun stadig boede i Tyskland, blev Brandt spottet af den daværende tyske ungdomslandstræner Erik Wudtke. Ikke desto mindre, valgte hun at repræsentere de danske ungdomslandshold, med hvem hun vandt bronze med ved European Youth Olympic Festival i 2017 i Győr. Hun deltog også under U/19-EM i håndbold 2019 i Győr, hvor Danmark blev nummer seks.
Brandt fik sin officielle debut for Danmarks kvindelandshold den 5. marts 2022 mod Rumænien. Efterfølgende blev hun udtaget til EM i håndbold 2022 i Slovenien. Dage før EM-åbningskampen mod Slovenien pådrog Brandt sig en ankelskade, der holdte hende ude resten af slutrunden. Året efter missede hun også VM i håndbold 2023 på hjemmebane, med en skade i den ene fod.